# Kriechbaumerella rufimanus
Kriechbaumerella rufimanus is een vliesvleugelig insect uit de familie bronswespen (Chalcididae). De wetenschappelijke naam is voor het eerst geldig gepubliceerd in 1860 door Walker.